# Gary Lévèque
Pour les articles homonymes, voir Lévêque.
Gary Lévèque, né le 25 août 1981 à Saint-Pierre, chef-lieu de Saint-Pierre-et-Miquelon, est un joueur professionnel français de hockey sur glace. Il évolue au poste de défenseur, jusqu'en avril 2020, date de sa retraite sportive.
Oncle et parrain de Samia Leveque

## Biographie

### Carrière en club

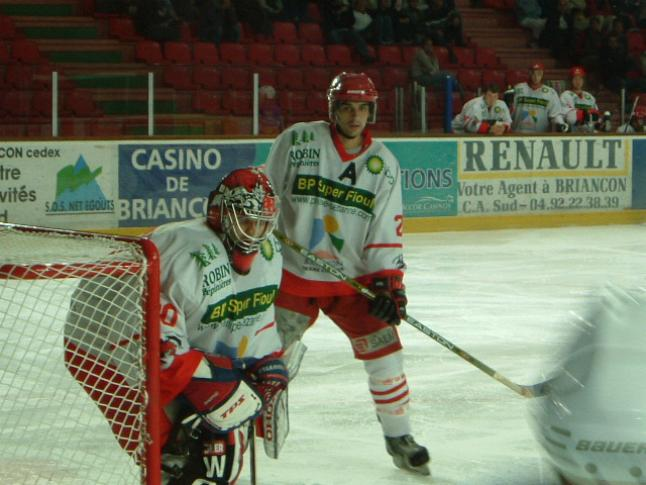
Lévèque avec Briançon

Formé aux Cougars du Hockey St-Pierrais, il rejoint le club de Reims. Il évolue en junior élite avant de faire ses débuts en Ligue Magnus lors de la 2001-2002. Il intègre épisodiquement l'effectif professionnel des Flammes Bleues qui remporte le championnat cette année-là. En 2002, l'équipe cesse ses activités à cause de problèmes financiers. Levêque signe alors aux Diables Rouges de Briançon dirigés par l'entraîneur-joueur Juha Jokiharju. L'équipe haut-alpine intègre l'élite à la suite de la création du Super 16. Petit à petit, il gagne sa place de titulaire dans l'effectif. Sa sobriété mais efficacité dans les tâches défensives fait qu'il s'impose comme un élément incontournable de l'équipe de la ville-haute. En 2004-2005, il est assistant du capitaine Éric Blais. Blessé aux ligaments du genou, il ne peut terminer la saison et ne participe pas à la finale de la Coupe de France perdue 4-3 dans les deux dernières minutes du temps règlementaire contre Rouen. La saison suivante, il est cette fois assistant-capitaine de Jean-François Jodoin. Mais son genou l'écarte une nouvelle fois du glaçon en cours de saison. Lors de son retour, lui qui n'est pas un pointeur prolifique, inscrit le but de la victoire à quinze secondes de la fin de la prolongation lors de la victoire contre Angers et son gardien Julien Figved. Cette victoire à René Froger est précieuse puisqu'elle permet à Briançon de se qualifier pour une seconde finale de Coupe de France consécutive. Les rouges s'inclinent contre Dijon puis sombrent en quart de finale des séries éliminatoires de Ligue Magnus contre cette même équipe avec une équipe déstabilisée par son précédent échec et amoindrie par les blessures, entre autres, d'Edo Terglav, de son gardien Frédérik Beaubien et de Jakob Milovanovič. En 2007, le parcours des diables rouges s'arrête en demi-finale des playoffs face à Grenoble. En 2007, il est nommé assistant du capitaine Edo Terglav, il est le plus souvent aligné avec Sébastien Dermigny sur la troisième ligne défensive des diables rouges. Il joue également en infériorité numérique. L'équipe s'incline face à Rouen qui avait défait les diables rouges lors de la finale de la Coupe de la Ligue le 2 janvier 2008.
En 2008, il débute sa septième saison au club. Il n'est plus le seul Saint-Pierrais de l'équipe puisque Andy Foliot rejoint l'équipe. Il forme avec le suédois Johan Larsson la troisième paire défensive. L'équipe est battue en huitième de finale de la Coupe de France chez les Ducs de Dijon 3-1. Elle s'incline en finale de Coupe de la Ligue contre les Brûleurs de Loups de Grenoble 4-3 après prolongation. Les briançonnais, premiers de la saison régulière, sont défaits trois victoires à une en finale de la Ligue Magnus contre cette même équipe. Les grenoblois réalisent le quadruplé avec en plus le match des champions et la Coupe de France.
En 2009-2010, il est assistant-capitaine de Terglav. Grenoble bat 1-0 les Diables Rouges lors du Match des Champions à Mulhouse. Rouen vainqueur de la Coupe de la Ligue éliminent les diables rouges en demi-finale. Le 31 janvier 2010, il est l'un des artisans de la victoire des Diables Rouges en finale de la Coupe de France 2010 contre Rouen 2-1 aux tirs au but au Palais omnisports de Paris-Bercy. Il s'agit du premier titre majeur remporté par le club. En Ligue Magnus, l'équipe est battue en demi-finale trois victoires à deux par les Ducs d'Angers.
Lors de l'intersaison 2010-2011, le club connaît de graves problèmes financiers avant d'être sauvé et maintenu en Ligue Magnus lors du mois d'août. Les joueurs dont Lévèque acceptent de baisser leurs salaires et décident de poursuivre l'aventure avec les Diables Rouges. Il est avec Viktor Szélig assistant-capitaine de Terglav. Rajeunie, l'équipe réalise un beau parcours en Coupe de la Ligue avant de s'incliner en finale contre les Brûleurs de Loups de Grenoble 4-3 en prolongation.
Au cours de la Coupe de la ligue 2011-2012, les Diables Rouges, premiers de la poule D, éliminent ensuite Chamonix puis Rouen pour atteindre la finale de l'épreuve. Le match se dispute sur la glace de Méribel où ils comptent cinq défaites en finale de Coupe de la ligue et de Coupe de France. Après trois échecs à ce stade de la compétition, les Briançonnais l'emportent 4-1 face aux Pingouins de Morzine-Avoriaz et décrochent la première Coupe de la Ligue de leur histoire. En Coupe de France, les rouges sont sortis 3-2 par Amiens en quart de finale après avoir battu Valence et Gap. L'année 2012 est plus difficile, ils terminent in extremis quatrièmes de la saison régulière de la ligue Magnus. Au complet, ils se font éliminer par Angers, qui comptent cinq blessés, en quart de finale trois victoires à une. À l'issue de sa dixième saison au club, Lévèque quitte les Diables Rouges. Il signe aux Ducs d'Angers le 19 avril 2012 comme l'on fait avant lui ses coéquipiers Braden Walls et Robin Gaborit.

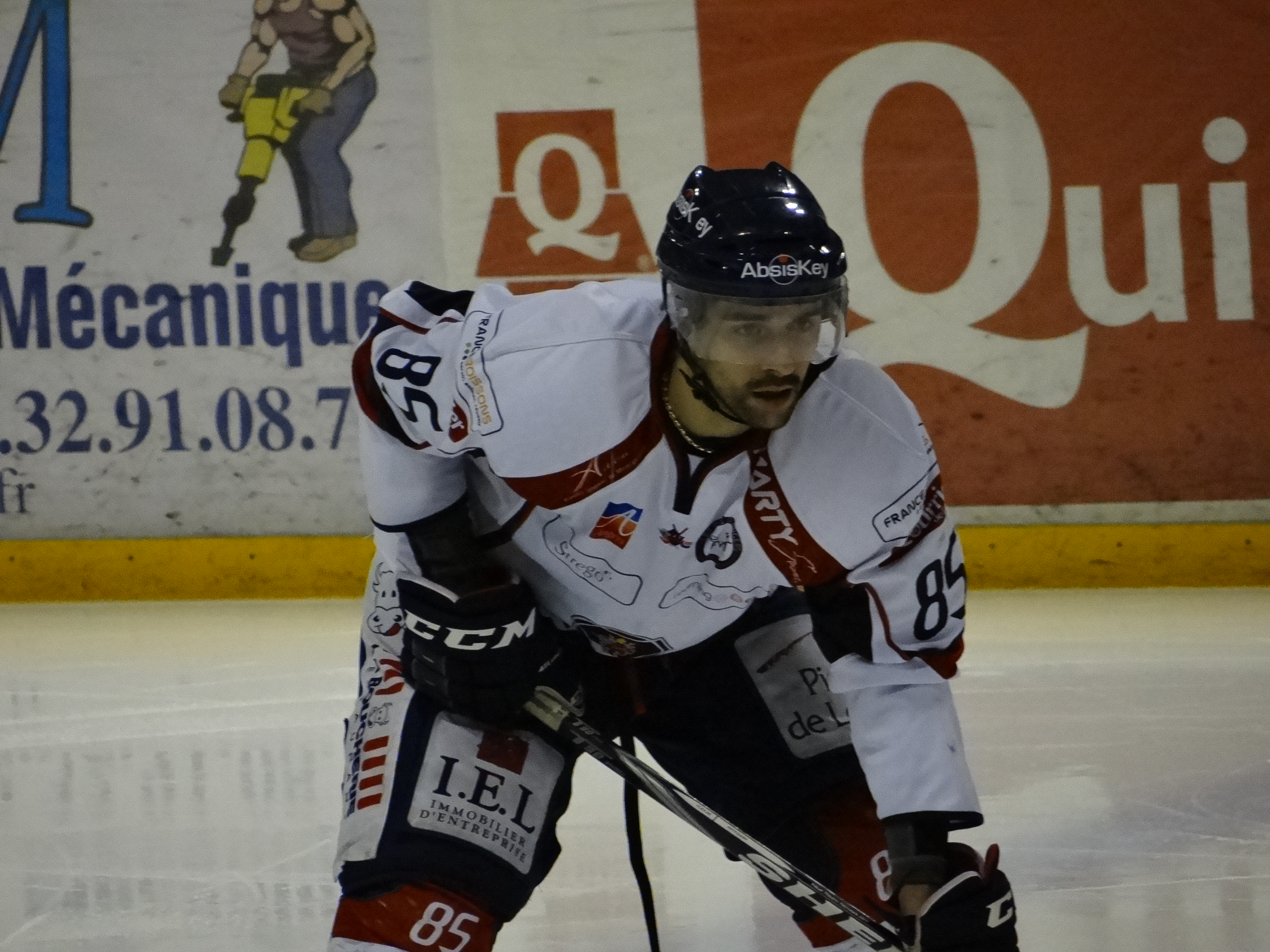
Lévèque avec les Ducs d'Angers.

Les Ducs remportent la Coupe de France 2014.

### Carrière internationale
Il représente l'équipe de France. Il débute en sélection le 20 avril 2009 lors d'un match amical contre l'Autriche (défaite 6-2). Quelques jours plus tard, il est sélectionné par Dave Henderson et Pierre Pousse pour le championnat du monde 2009 afin de pallier les forfaits sur blessure de Teddy Trabichet puis de Nicolas Besch. Réserviste lors du premier tour, il fait ses débuts contre les États-Unis (défaite 6-2) lors du tour de qualification. Il est également aligné ensuite sur la troisième paire défensive avec Antonin Manavian contre la Lettonie (défaite 7-1) et la Suède (défaite 6-3). Les bleus terminent douzièmes. Il inscrit son premier but international le 21 avril 2010 lors d'un match amical contre la Lettonie et son gardien Edgars Masaļskis.

### Sélections en équipe de France
Cette section présente les sélections de Lévèque en sélection nationale senior.
| Date             | Sélection rencontrée | Résultat     |
| ---------------- | -------------------- | ------------ |
| 20 avril 2009    | Autriche             | D 2-6        |
| 1er mai 2009     | États-Unis           | D 6-2        |
| 2 mai 2009       | Lettonie             | D 1-7        |
| 4 mai 2009       | Suède                | D 6-3        |
| 2 septembre 2009 | Pologne              | V 3-4 t.a.b. |
| 3 septembre 2009 | Pologne              | D 2-1        |
| 21 avril 2010    | Lettonie (un but)    | D 4-1        |
| 22 avril 2010    | Lettonie             | D 2-0        |
| 9 février 2011   | Russie B             | D 5-0        |
| 10 février 2011  | Danemark (un but)    | D 3-4 t.a.b. |
| 12 février 2011  | Danemark             | D 3-4 t.a.b. |

- Match amical.
- Match du Championnat du monde.

## Statistiques

### En club
| Saison    | Équipe        | Ligue        |    | Saison régulière | Saison régulière | Saison régulière | Saison régulière | Saison régulière |   | Séries éliminatoires | Séries éliminatoires | Séries éliminatoires | Séries éliminatoires | Séries éliminatoires |
| Saison    | Équipe        | Ligue        | PJ | B                | A                | Pts              | Pun              | PJ               | B | A                    | Pts                  | Pun                  |                      |                      |
| 2001-2002 | HC Reims      | Ligue Magnus |    | 0                | 0                | 0                | 0                |                  |   |                      |                      |                      |                      |                      |
| 2002-2003 | Briançon      | Ligue Magnus | 25 | 0                | 3                | 3                | 12               |                  |   |                      |                      |                      |                      |                      |
| 2003-2004 | Briançon      | Ligue Magnus | 15 | 0                | 3                | 3                | 12               | 2                | 0 | 0                    | 0                    | 0                    |                      |                      |
| 2004-2005 | Briançon      | Ligue Magnus | 20 | 1                | 3                | 4                | 12               |                  |   |                      |                      |                      |                      |                      |
| 2004-2005 | Briançon      | CdF          | 1  | 0                | 0                | 0                | 0                |                  |   |                      |                      |                      |                      |                      |
| 2005-2006 | Briançon      | Ligue Magnus | 15 | 0                | 1                | 1                | 6                | 4                | 0 | 0                    | 0                    | 0                    |                      |                      |
| 2005-2006 | Briançon      | CdF          | 3  | 1                | 0                | 1                | 4                |                  |   |                      |                      |                      |                      |                      |
| 2006-2007 | Briançon      | Ligue Magnus | 24 | 1                | 3                | 4                | 18               | 8                | 0 | 0                    | 0                    | 6                    |                      |                      |
| 2006-2007 | Briançon      | CdF          | 3  | 0                | 1                | 1                | 2                |                  |   |                      |                      |                      |                      |                      |
| 2006-2007 | Briançon      | CdlL         | 4  | 1                | 1                | 2                | 4                |                  |   |                      |                      |                      |                      |                      |
| 2007-2008 | Briançon      | Ligue Magnus | 25 | 0                | 3                | 3                | 43               | 9                | 0 | 1                    | 1                    | 14                   |                      |                      |
| 2007-2008 | Briançon      | CdF          | 3  | 1                | 0                | 1                | 2                |                  |   |                      |                      |                      |                      |                      |
| 2007-2008 | Briançon      | CdlL         | 7  | 0                | 1                | 1                | 6                |                  |   |                      |                      |                      |                      |                      |
| 2008-2009 | Briançon      | Ligue Magnus | 23 | 2                | 2                | 4                | 6                | 12               | 0 | 0                    | 0                    | 4                    |                      |                      |
| 2008-2009 | Briançon      | CdF          | 1  | 0                | 0                | 0                | 0                |                  |   |                      |                      |                      |                      |                      |
| 2008-2009 | Briançon      | CdlL         | 10 | 0                | 2                | 2                | 4                |                  |   |                      |                      |                      |                      |                      |
| 2009      | Briançon      | MdC          | 1  | 0                | 0                | 0                | 0                |                  |   |                      |                      |                      |                      |                      |
| 2009-2010 | Briançon      | Ligue Magnus | 26 | 1                | 11               | 12               | 14               | 9                | 2 | 0                    | 2                    | 2                    |                      |                      |
| 2009-2010 | Briançon      | CdF          | 5  | 0                | 1                | 1                | 4                |                  |   |                      |                      |                      |                      |                      |
| 2009-2010 | Briançon      | CdlL         | 6  | 1                | 2                | 3                | 2                |                  |   |                      |                      |                      |                      |                      |
| 2010-2011 | Briançon      | Ligue Magnus | 25 | 0                | 5                | 5                | 6                | 4                | 0 | 0                    | 0                    | 4                    |                      |                      |
| 2010-2011 | Briançon      | CdlL         | 5  | 0                | 2                | 2                | 0                | 5                | 0 | 3                    | 3                    | 4                    |                      |                      |
| 2011-2012 | Briançon      | Ligue Magnus | 26 | 0                | 2                | 2                | 14               | 4                | 0 | 0                    | 0                    | 6                    |                      |                      |
| 2011-2012 | Briançon      | CdF          | 3  | 0                | 0                | 0                | 0                | -                | - | -                    | -                    | -                    |                      |                      |
| 2011-2012 | Briançon      | CdlL         | 6  | 0                | 3                | 3                | 0                | 5                | 0 | 1                    | 1                    | 4                    |                      |                      |
| 2012-2013 | Angers        | Ligue Magnus | 26 | 0                | 6                | 6                | 8                | 9                | 0 | 0                    | 0                    | 2                    |                      |                      |
| 2012-2013 | Angers        | CdF          | -  | -                | -                | -                | -                | 5                | 0 | 2                    | 2                    | 0                    |                      |                      |
| 2012-2013 | Angers        | CdlL         | 6  | 0                | 0                | 0                | 2                | 5                | 0 | 0                    | 0                    | 2                    |                      |                      |
| 2013-2014 | Angers        | CdF          | -  | -                | -                | -                | -                | 5                | 0 | 0                    | 0                    | 4                    |                      |                      |
| 2013-2014 | Angers        | CdlL         | 6  | 1                | 2                | 3                | 0                | 4                | 1 | 0                    | 1                    | 2                    |                      |                      |
| 2013-2014 | Angers        | Ligue Magnus | 26 | 0                | 6                | 6                | 2                | 16               | 0 | 1                    | 1                    | 24                   |                      |                      |
| 2014-2015 | Angers        | Ligue Magnus | 13 | 0                | 1                | 1                | 10               | 10               | 0 | 2                    | 2                    | 8                    |                      |                      |
| 2015-2016 | Angers        | Ligue Magnus | 26 | 2                | 7                | 9                | 10               | 14               | 1 | 3                    | 4                    | 14                   |                      |                      |
| 2016-2017 | Ducs d'Angers | Ligue Magnus | 42 | 3                | 14               | 17               | 6                | 6                | 0 | 0                    | 0                    | 4                    |                      |                      |
| 2017-2018 | Ducs d'Angers | Ligue Magnus | 44 | 2                | 5                | 7                | 10               | 5                | 0 | 0                    | 0                    | 2                    |                      |                      |
| 2018-2019 | Ducs d'Angers | Ligue Magnus | 44 | 2                | 6                | 8                | 10               | 5                | 0 | 0                    | 0                    | 2                    |                      |                      |
| 2019-2020 | Ducs d'Angers | Ligue Magnus | 36 | 2                | 7                | 9                | 18               | 4                | 0 | 0                    | 0                    | 0                    |                      |                      |

### En équipe nationale
| Année | Compétition          | PJ | B | A | PTS | +/- | PUN | Résultat       |
| ----- | -------------------- | -- | - | - | --- | --- | --- | -------------- |
| 2009  | Championnat du monde | 3  | 0 | 0 | 0   | -4  | 4   | 12e de l'élite |